# Перейра Андраде, Сержиу
Сержиу Перейра Андраде (порт. Sérgio Pereira Andrade, более известный, как Сержиньо порт. Serginho; род. 29 января 2001, Лиссабон) — кабо-вердианский футболист, вингер клуба «Виборг» и сборной Кабо-Верде.

## Клубная карьера
Сержиньо — воспитанник клубов «Белененсеш», «Сакавененсе», «Бенфика» и «Эшторил-Прая». В 2022 году в матче против «Риу Аве» он дебютировал в Сангриш лиге в составе последних. 6 ноября в поединке против столичной «Бенфики» игрок забил свой первый гол за «Эшторил-Прая». В начале 2023 года Сержиньо на правах аренды перешёл в «Оливейренсе». 4 февраля в матче против «Вильяфрикенсе» он дебютировал в Сегунда лиге. 18 февраля в поединке против «Трофенсе» игрок забил свой первый гол за «Оливейренсе».
Летом 2023 года Сержиньо перешёл в датский «Виборг». 7 августа в матче против «Оденсе» он дебютировал в датской Суперлиге. 21 августа в поединке против «Вейле» игрок забил свой первый гол за «Виборг».

## Карьера в сборной
17 октября 2023 года в товарищеском матче против сборной Комор Сержиньо дебютировал за сборную Кабо-Верде.